# Passionworks
Passionworks — седьмой студийный альбом группы Heart, выпущенный 20 августа 1983 года.
На Passionworks отмечен отход группы от хард-рока к более коммерчески ориентированным пауэр-балладам. Альбом достиг 39-й позиции в чарте Billboard Top LPs & Tape и провёл в чарте 21 неделю. Сингл «How Can I Refuse?» достиг 44-го места в чарте синглов Billboard Hot 100 и провёл одну неделю на вершине чарта Hot Mainstream Rock Tracks. Passionworks стал последним альбомом группы, выпущенным на Epic Records, перед тем как она вернулась на свой прежний лейбл Capitol Records. Также альбом стал первым, на котором играют барабанщик Дэнни Кармасси и басист Марк Андес, заменившие соответственно Майка Дерозьера и Стива Фоссена.
В 2009 году Passionworks был переиздан лейблом Beat Goes On в виде двойного CD с альбомом Private Audition (1982).

## Список композиций
| №  | Название            | Автор(ы)                                                                     | Длительность |
| -- | ------------------- | ---------------------------------------------------------------------------- | ------------ |
| 1. | «How Can I Refuse?» | Энн Уилсон, Нэнси Уилсон, Сью Эннис, Говард Лизи, Марк Андес, Дэнни Кармасси | 3:52         |
| 2. | «Blue Guitar»       | Энн Уилсон, Нэнси Уилсон, Сью Эннис, Говард Лизи, Марк Андес, Дэнни Кармасси | 3:54         |
| 3. | «Johnny Moon»       | Энн Уилсон, Нэнси Уилсон, Сью Эннис                                          | 4:00         |
| 4. | «Sleep Alone»       | Энн Уилсон, Сью Эннис                                                        | 4:12         |
| 5. | «Together Now»      | Энн Уилсон, Нэнси Уилсон, Сью Эннис                                          | 3:50         |

| №  | Название             | Автор(ы)                                       | Длительность |
| -- | -------------------- | ---------------------------------------------- | ------------ |
| 1. | «Allies»             | Джонатан Кейн                                  | 4:44         |
| 2. | «(Beat By) Jealousy» | Энн Уилсон, Сью Эннис                          | 3:18         |
| 3. | «Heavy Heart»        | Энн Уилсон, Нэнси Уилсон, Сью Эннис, Кит Олсен | 3:50         |
| 4. | «Love Mistake»       | Нэнси Уилсон                                   | 3:28         |
| 5. | «Language of Love»   | Энн Уилсон, Нэнси Уилсон, Сью Эннис            | 3:38         |
| 6. | «Ambush»             | Энн Уилсон, Сью Эннис                          | 3:14         |

## Участники записи
Список составлен по сведениям базы данных Discogs.
Heart:
- Энн Уилсон — вокал, бэк-вокал
- Нэнси Уилсон — ведущий вокал, бэк-вокал, ритм-гитара, соло-гитара, акустическая гитара, синтезатор
- Говард Лизи[англ.] — соло-гитара, ритм-гитара, клавишные, бэк-вокал
- Марк Андес[англ.] — бас-гитара, бэк-вокал
- Дэнни Кармасси — барабаны

| Приглашённые музыканты: - Кит Олсен — аранжировки - Линн Уилсон — бэк-вокал (песня Б1) - Дэвид Пэйч — фортепиано (песня Б1), клавишные (песни А1−А3, Б1, Б5) - Стив Поркаро — клавишные (песня Б6) | Технический персонал: - Кит Олсен — музыкальный продюсер, звукорежиссёр - Брайан Форакер — звукоинженер - Деннис Сейджер — звукоинженер - Грег Фульгинити — мастеринг-инженер - Нил Престон — разработчик концепции оформления конверта - Тони Лейн — арт-директор - Исго Лепеджян — фотограф |

## Позиции в хит-парадах
Еженедельные чарты:
| Год  | Хит-парад                                | Высшая позиция | Пребывание |
| ---- | ---------------------------------------- | -------------- | ---------- |
| 1983 | Канада (RPM Albums Chart)                | 88             | 7 недель   |
| 1983 | США (Billboard Rock Albums & Top Tracks) | 4              | 16 недель  |
| 1983 | США (Billboard Top LP’s & Tape)          | 39             | 21 неделя  |